# プラクルアン
プラクルアン(RTGS: phrakhrueang;タイ語: พระเครื่อง)とは、タイに伝わるお守りである。

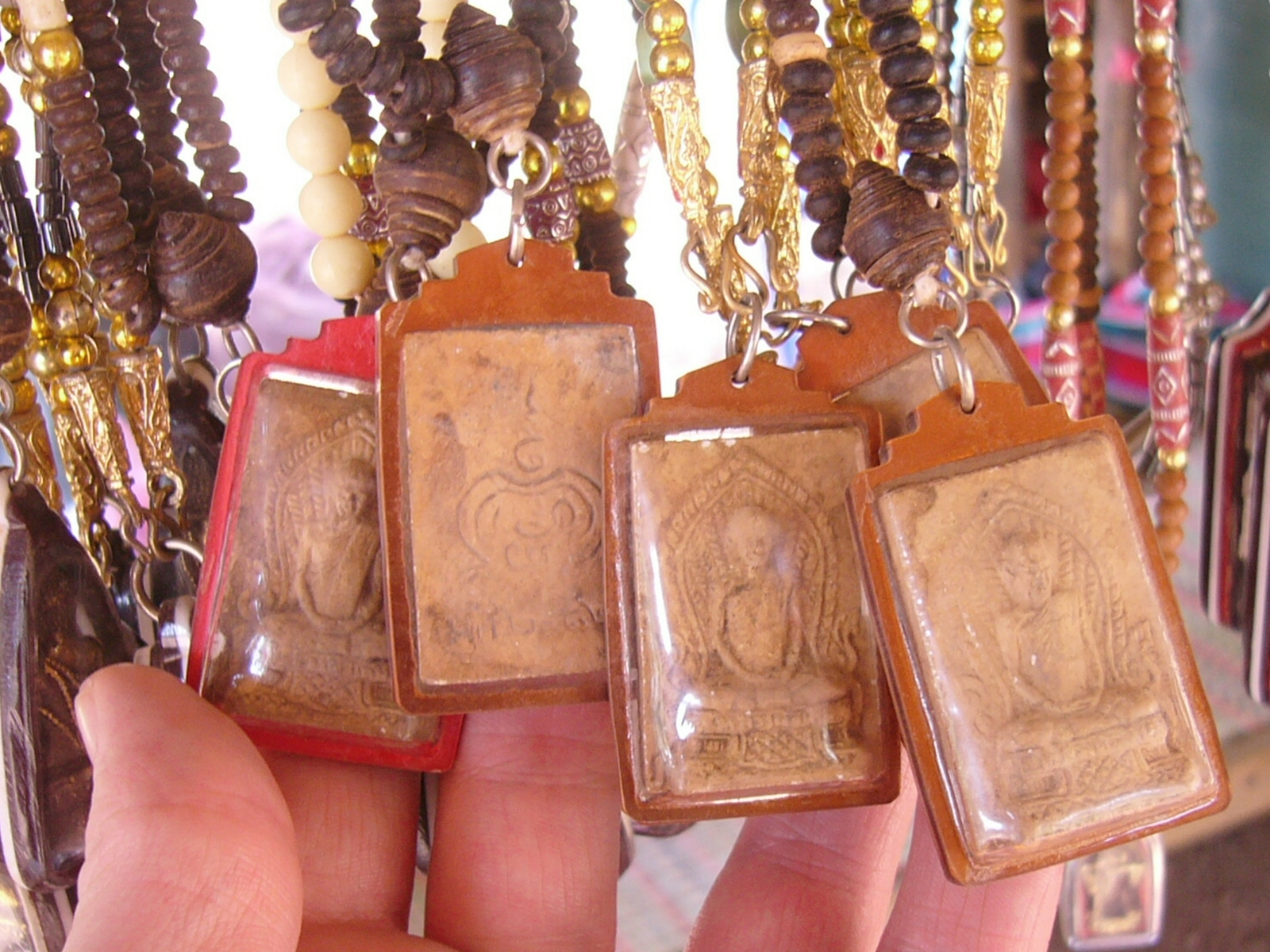

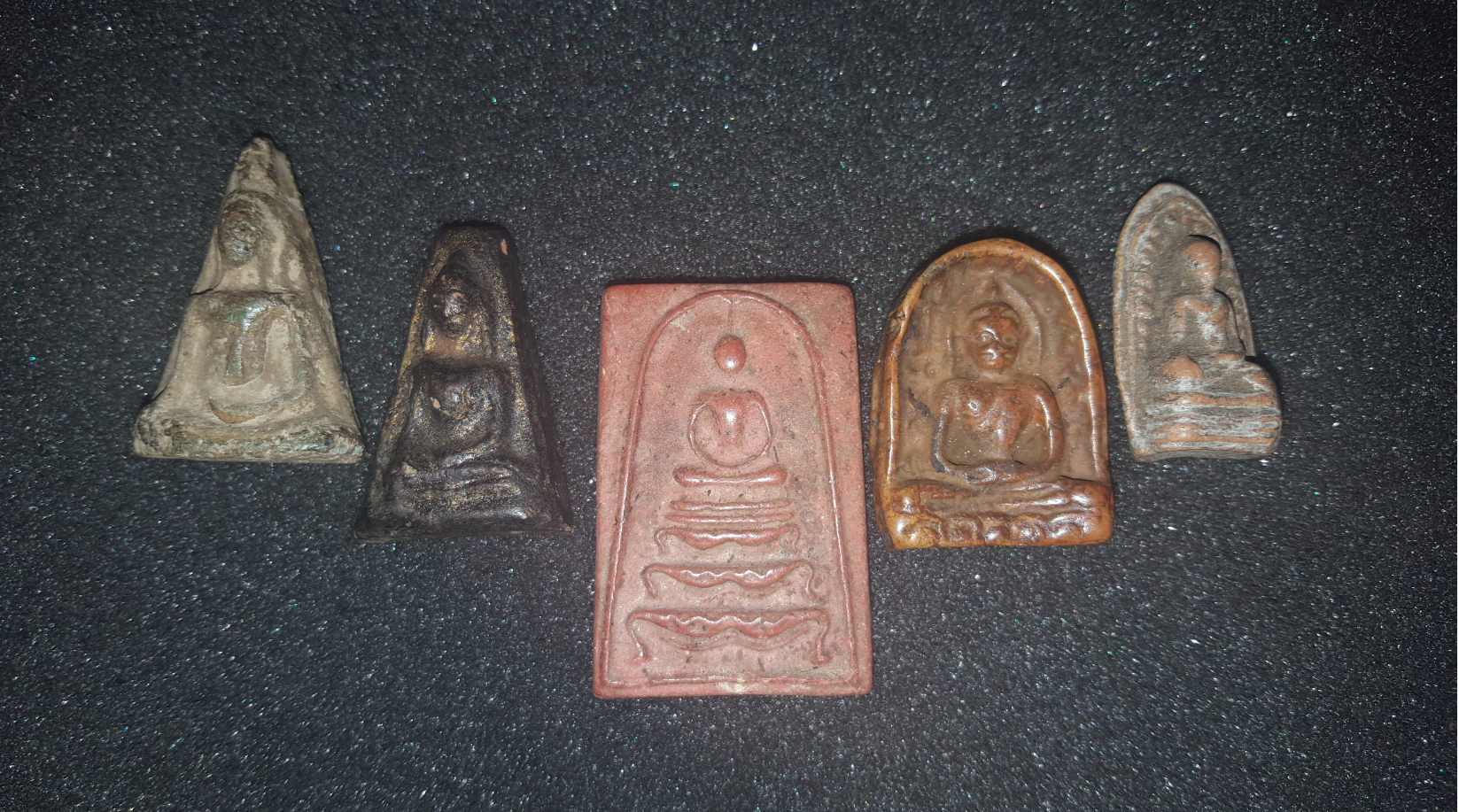
タイで有名なプラクルアンの「ベンジャパーキー（Benjapakee:เบญจภาคี）」は、プラソムデット（Phra Somdej:พระสมเด็จวัดระฆัง）、プラナンパヤー（Phra Nang Phaya:พระนางพญา）、プラロート（Phra Rod:พระรอด）、プラポンスパン（Phra Phong Supan:พระผงสุพรรณ）、プラソンゴール（Phra Somgor:พระซุ้มกอ）の五種類のプラで構成されているセットである。

## 概要
タイ国では19世紀末から20世紀初頭にかけてバンコクで有名な幽霊譚(日本の怪談のようなもの)が成立し、ナーン・ナーク（メー・ナーク）の物語として知られる。この物語ではナーン・ナークの悪霊を鎮めるために呪術師や仏教僧侶トー師(プラソムデッ・トー)が登場する。
タイ社会の民間信仰においては、異状死（ターイホーン tai hong）した死者の霊が現世に未練をもち、凶悪な悪霊（ピータイホーン）となり祟りで親族や村落にさまざまな災厄をもたらすとして懼れられている。そのピー（悪霊）信仰に対する人々の不安や苦悩に対処するため呪術専門家としてモーピーがおり、仏教もまた呪的サービスとしてプラパリット（護呪）、聖水（ナームモン）の撒布、聖糸（サーイシン）の囲繞（いにょう:囲うこと）、プラクルアン（พระเครื่อง）の護符などを提供してきた。プラクルアンとはブッダや僧の姿をかたどった小仏像の護符であり、材質は金属・粘土を焼いたものから、貝の粉に薬草を混ぜたもの、中には高僧の頭髪を混ぜて固めたものなど多彩であるが、緻密なデザインはなく、素朴で単純なデザインの物が多い。主に寺院で発行され日本のお守りのような身に着けやすいサイズのものである。 僧侶が一つ一つ祈祷を奉げて制作するもので、厄除けや現世利益に効果があると信じられており、首からぶら下げられて大切に扱われる。 高僧の手になるものには数百万バーツの高値がつくこともある。 現代ではこのお守りに多数のマニアがおり、コレクションや投機対象にもなっている。タイでは数十もの専門雑誌が存在するほど一般的で身近な存在である。

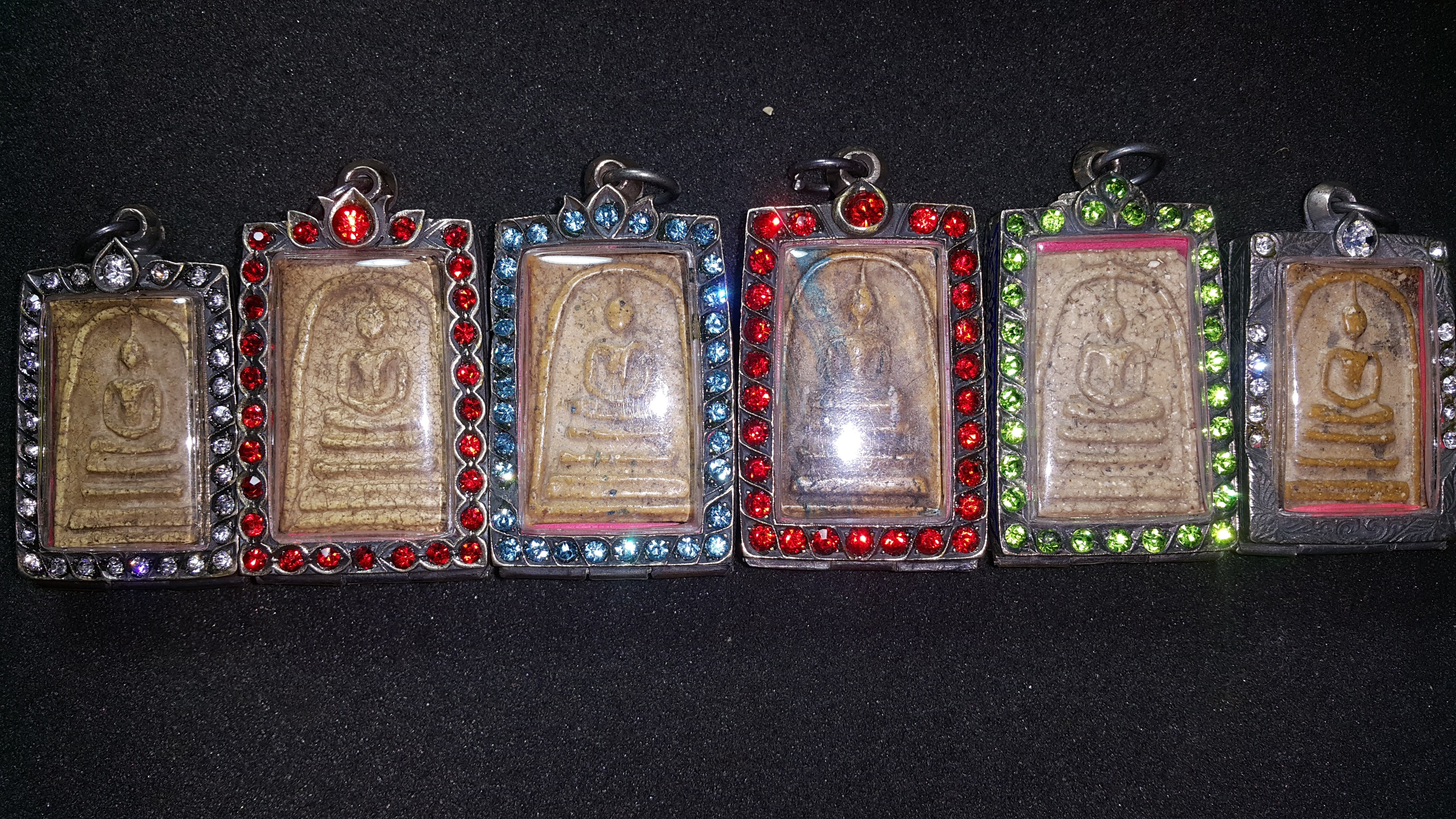

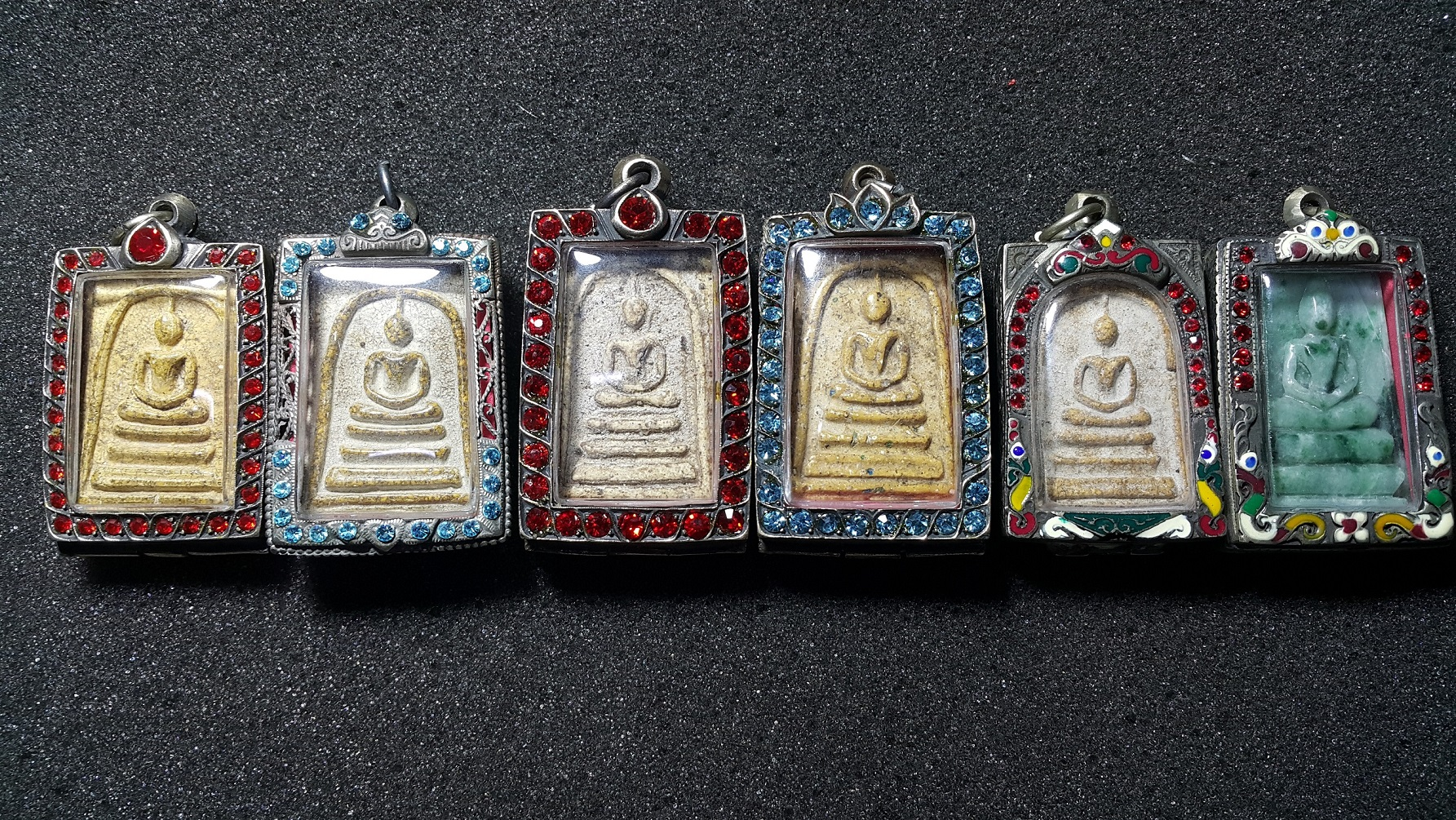
Somdej Water amulets(พระสมเด็จหลังภาษาจีน)